# Million Miles Away (The Offspring)
Million Miles Away è un singolo del gruppo musicale statunitense Offspring, pubblicato il 26 giugno 2001 come terzo estratto dal sesto album in studio Conspiracy of One.
La copertina raffigura un uomo ombreggiato di nero con gli occhi arancioni in uno sfondo tetro in cui spiccano alberi senza foglie e una landa desolata.
Ha ottenuto un discreto successo in Inghilterra, dove ha raggiunto la posizione #21 nella classifica dei singoli.
È stato realizzato un video, il quale mostra il gruppo suonare la canzone in un concerto live svoltosi in Inghilterra.

## Tracce
Prima versione
1. Million Miles Away
2. Sin City (AC/DC cover)
3. Staring at the Sun (live)

Seconda versione
1. Million Miles Away
2. Dammit, I Changed Again (live)
3. Bad Habit (live)

Terza versione
1. Million Miles Away
2. Dammit I Changed Again
3. Sin City (AC/DC cover[7])
4. Want You Bad (Blag Dhalia Remix)
5. Million Miles Away (Apollo 440 Mix)
6. Want You Bad (CD Extra)

## Formazione
- Dexter Holland – voce e chitarra
- Noodles – chitarra e voce d'accompagnamento
- Greg K – basso e voce d'accompagnamento
- Ron Welty – batteria
- Chris "X-13" Higgins – percussione e voce d'accompagnamento

## Classifiche
| Classifica (2001)          | Posizione massima |
| -------------------------- | ----------------- |
| Italia                     | 42                |
| Regno Unito                | 21                |
| Regno Unito (rock & metal) | 1                 |
| Svizzera                   | 97                |